# Squadrone eliportato carabinieri cacciatori "Sardegna"
Lo Squadrone eliportato carabinieri cacciatori "Sardegna" è un'unità speciale dell'Arma dei Carabinieri, di stanza alla base elicotteri di Abbasanta, in Sardegna, creata per contrastare i sequestri da parte dell'Anonima un tempo frequenti nella regione.

## Storia
L'attuale Squadrone Carabinieri Eliportato Cacciatori è considerato quale una naturale evoluzione delle cosiddette squadriglie. Operanti nel difficile territorio della Barbagia fin dal 1987, con compiti di contrasto alle attività dell'Anonima sarda, le squadriglie hanno ben presto assunto un ruolo chiave nelle operazioni di ricerca dei sequestrati e della localizzazione di latitanti.
Lo Squadrone eliportato carabinieri cacciatori "Sardegna"  è stato ufficialmente istituito il 1º settembre 1993, come dispositivo di controllo delle zone impervie dell'isola.

## Compiti e funzioni

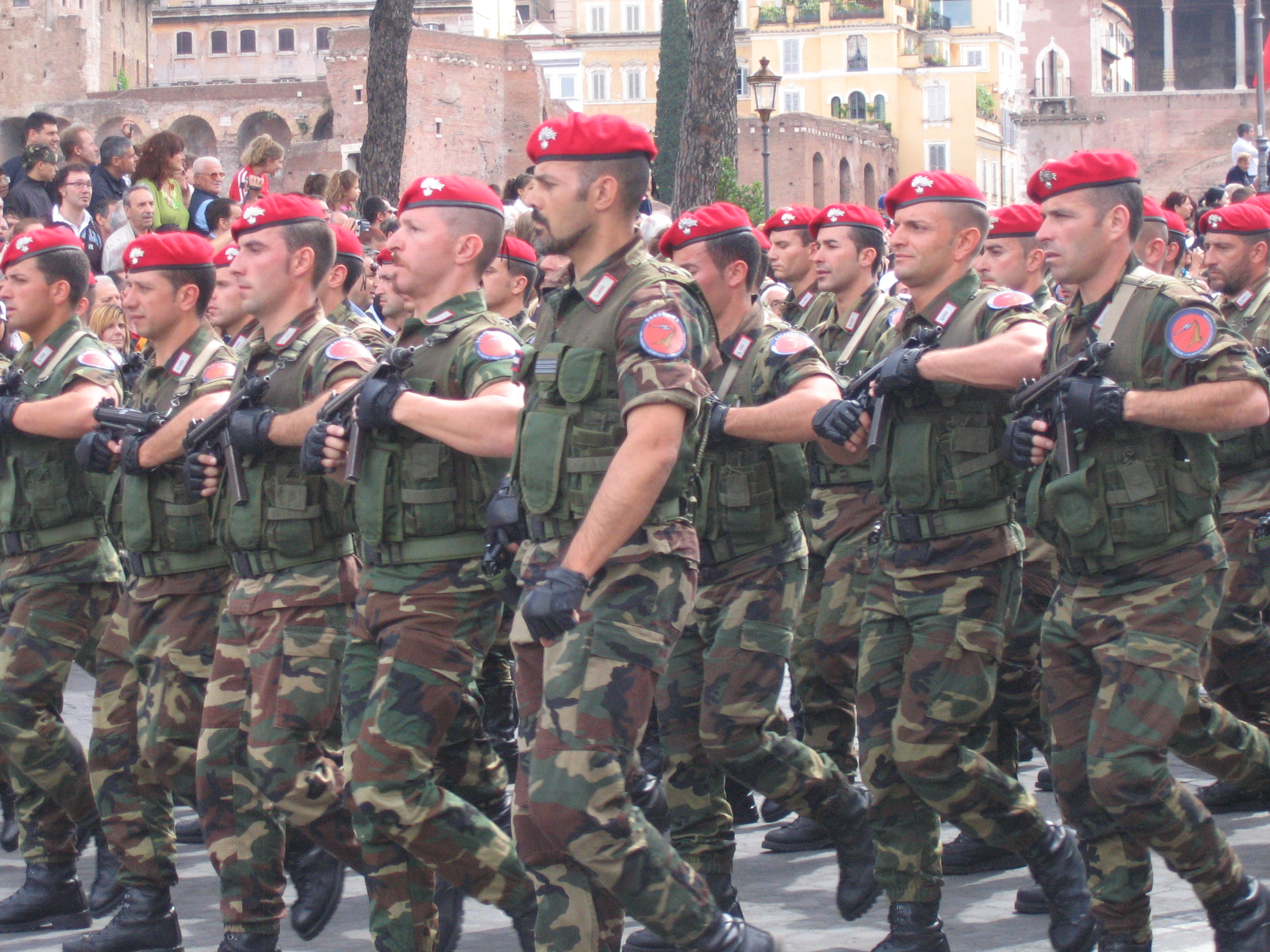
Lo Squadrone "Sardegna" alla parata del 2 giugno 2007.

L'intento prioritario è quello di fronteggiare la criminalità locale sarda ed il banditismo legato ai sequestri di persona, accorpando uomini, mezzi ed esperienza di vari corpi dell'Arma, quali il Nucleo eliportato e le Squadriglie anticrimine e antiabigeato.
I "Cacciatori" dei Carabinieri sono rivolti esclusivamente alla lotta al crimine organizzato. L'elevato profilo professionale del reparto, scaturisce da un'accurata specializzazione del personale, anche ai fini di una diversificazione operativa ed è in sintonia con uno standard d'intervento tipicamente militare, che prevede l'attuazione di tecniche di controguerriglia proprie dei reparti speciali.
Opera insieme al reparto squadriglie, che ha sede a Nuoro. Ha a supporto il Nucleo elicotteri carabinieri.
È impiegato, inoltre, a supporto dei reparti territoriali e in attività di soccorso in caso di pubbliche calamità, ricerca e soccorso di persone disperse.

## Composizione
Dipende dal Vicecomandante della Legione CC Sardegna.
Il reparto dei "Cacciatori" si articola nella seguente maniera:
- 2 plotoni "Cacciatori";
- 1 squadra comando e servizi;
- 1 nucleo cinofili.

## Selezione e reclutamento
Gli aspiranti operatori del reparto sono selezionati (previa apposita preselezione) tra coloro i quali rispondano ad interpellanza o, nel caso di personale precedentemente in forza presso il 1º Reggimento carabinieri paracadutisti "Tuscania", prestino domanda volontaria. Nel primo caso, gli aspiranti sono selezionati attraverso un severo scrutinio atto a valutarne le capacità psico attitudinali e l'idoneità fisica. I militi sono successivamente inviati presso il Reparto addestrativo del Reggimento carabinieri "Tuscania", onde seguire un corso della durata di quattro settimane, che li abiliti alle tecniche operative in piccoli nuclei all'interno di zone impervie ed in totale autonomia operativa e logistica. La fase successiva, di quattro settimane, si svolge invece in Sardegna.
Sotto la diretta supervisione degli istruttori del "Tuscania", gli aspiranti devono acquisire in questo periodo la padronanza delle seguenti materie e tecniche:
- topografia;
- tecniche di elisbarco (tramite il "Fast rope");
- ardimento;
- trasmissioni;
- addestramento al combattimento;
- addestramento al tiro;
- impiego di mezzi-apparecchiature speciali ed esplodenti.

Terminata la seconda fase, l'operatore del reparto continuerà un intenso ciclo addestrativo per tutto il suo periodo di attività in qualità di "Cacciatore". Al fine di mantenere elevato ed incrementare lo standard operativo dei militari in conformità con i ruoli ricoperti all'interno delle squadre, almeno un giorno alla settimana è infatti dedicato alle seguenti materie d'insegnamento:
- esplorazione tattica (ricognizione ed acquisizione di obiettivi);
- tecniche avanzate di combattimento in edifici (C.Q.B., Close Quarters Battle);
- tecniche particolari di tiro;
- topografia;
- tecniche di primo soccorso;
- fenomenologia della criminalità sarda;
- educazione fisica, difesa personale e tecniche di disarmo (Krav Maga).